# 明居正
明居正（1953年6月20日—），籍贯廣東三水，台灣外省第二代，中華民國政治學者，中國國民黨籍。早年畢業於國立臺灣大學政治學系國際關係組，進修于美国羅徹斯特大學，為聖母大學政治學博士。回國后出任臺大政治學系教授及系主任，負責講授台海兩岸關係、兩岸政經、中華民國外交史以及中國政治，並是國立政治大學特約研究員。
他還曾出任多個中華民國政府顧問性質之位，如總統府两岸关系特别顾问組成員、外交部顧問委員會成員等。在2018年退官成爲榮譽教授后，因對中国共产党、國際關係、工業革命後社會政治體系的深入研究，多次接受傳媒邀請作政治評論及相關議題分析。

## 生平

### 學術生涯

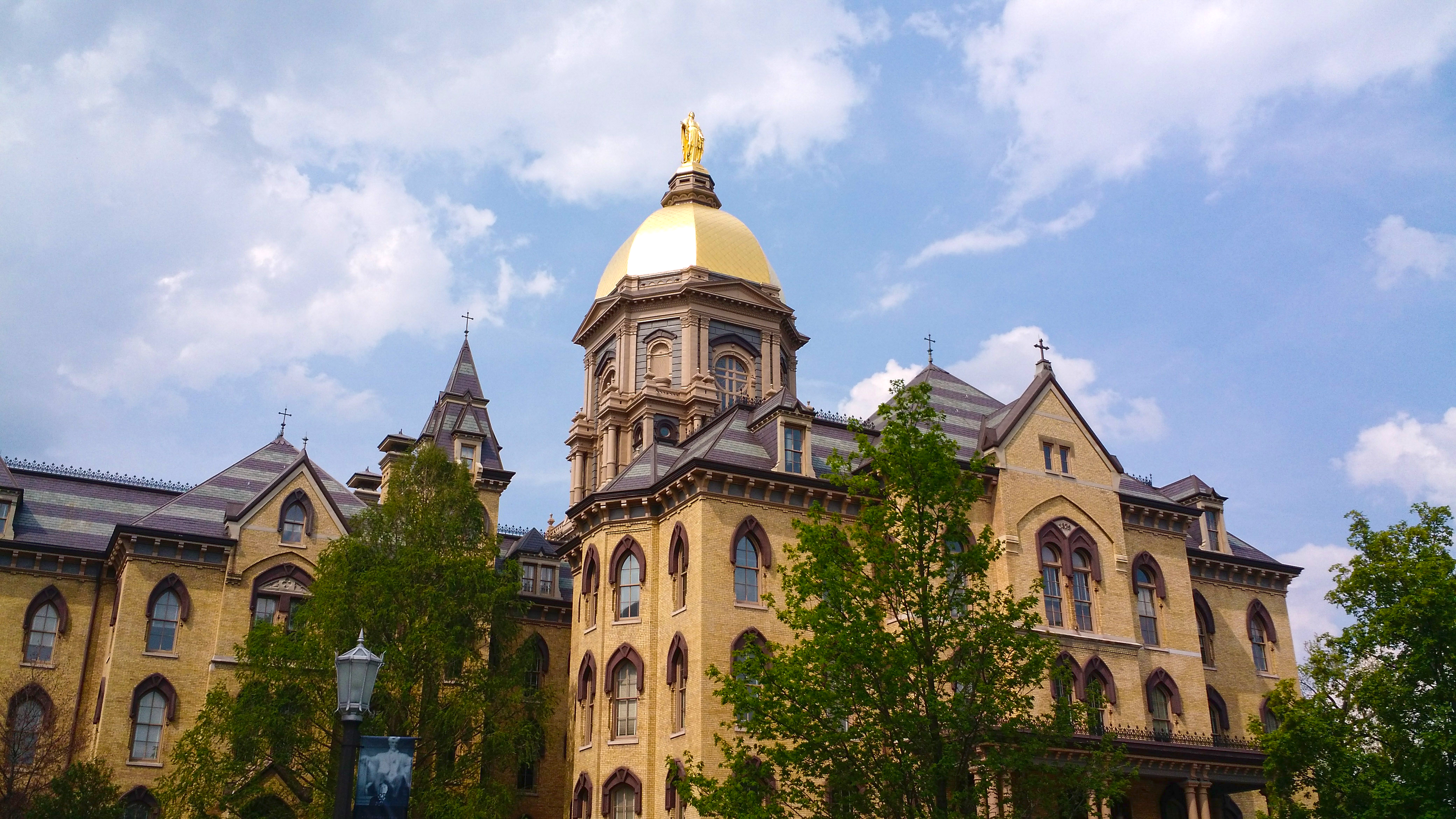
明居正教授于美國聖母大學完成博士學位進修。

明居正出生於1953年中華民國臺灣省臺北市的廣東外省家庭，中學時期于台北市立成功高級中學就讀，在聯合招生考試時，明居正為該校首届考取台大的三名學生之一。明自述當時雖自己考上了台灣最高學府，但因戒嚴時期政治氛圍，使他的家人對其選擇政治學系而感到不解。他自1975年完成臺大學業后赴美進修，並陸續在羅徹斯特大學、聖母大學獲得國際關係碩士與政治學博士學位。青年服役期間曾因體格健碩而晉級為軍隊代表團籃球隊球員。
明在聖母大學期間的指導教授之一係德裔美國政治學者格哈特·尼迈耶（Gerhart Niemeyer）；後者爲納粹德國時期社民黨成員，專長為馬克思主義思想，因躲避納粹德國政治迫害移民美國，晚年於聖母大學任教。他對明居正於共產主義議題的研究有深遠影響。
明居正獲得博士學位後回國任教於國立台灣大學，其教學風格以嚴厲著稱，因認爲台大是“教育社會一流人才的最高學府”，故要求以“一流的標準，一流的教学”面对學生。教期内獲該校教學優良獎、年度教學優良獎以及教育部資深優良教師獎。他也曾四度獲得行政院国科会研究奖励费甲種之譽。
明居正在2004年作爲訪問學者以“美對全球戰略之轉變，對海峽兩岸關係之影響”爲題參與慶應義塾大學東亚细亚研究所研究會；同年11月份再以訪問學者身份作“1990年代以來美對北京與臺北之政策：結構現實主義論述”爲題參與美國喬治·華盛頓大學主辦的富布赖特项目。

### 立場
明居正為中國國民黨黨員，主張“三民主義統一中國”，曾擔任“三民主義統一中國大同盟”副秘书长一職。他支持中国大陆的民主运动，認爲台灣政府應在大陸政策上作出抉擇及掌握主動權，在大陸形成“主戰場”才是民運戰略性之做法。他也是在臺民運組織大陸民主促進會創辦人之一。他自述曾在2003年左右，在香港機場辦理入境手續時因“保安理由”禁止入境。
明居正亦是一名具有争议的宗教团体法轮功的修煉者，起初為夫人不良的身體狀況著想而尋找方法療理，最終聽取朋友建議同夫人一起修煉，並自述“成效不錯”。明居正也曾同法輪功學員主辦的媒體合作，于2005年起曾主持新唐人電視台節目《中原大地世紀回眸》，該節目以敘述文革、抗戰、中國民運等歷史事件爲主。他自2018年退休後成爲一些政論節目的常駐來賓，負責評析時政及國際形勢；如年代向錢看、華視三國演議等節目多有明居正的分析。除接受傳媒邀請外，他也于「透視中國」主持節目，能説流利的英語和粵語。

### 理繹
明居正教授及其“透視中國”團隊以擅長推演國際形式及中共政治運作聞名；如他于習近平在2012年就任中共中央總書記成為领导核心前，曾預測其上任后可能會發動反腐以達到奪權的目的；2017年曾在座談會上針對香港議題表示“近兩年香港會發生政治危機，但該危機并不源自内地，而是香港内部”；于2019年夏，明居正曾提及自身未能預測到大陸非洲豬瘟疫情，但表示接下來會有“人瘟”，並提醒在場觀衆注意身體。
其屬團隊于2018年的1月2日曾預測中美貿易戰將不可避免地到來，後於該年3月22日，時任美國總統川普宣佈對華課徵懲罰性關稅；該團隊亦曾準確預測中共十九大以後，中共中央政治局常委會的所有人事安排。

## 作品節選

### 主要著作
- 《大美霸權的浮現》（2013）ISBN 9789571171753
- 《國際關係綜論》（2010）ISBN 9789572884041
- 《憲政體制新走向》（2001）ISBN 9573079747
- 《雙贏？雙輸？兩岸關係何去何從？》（1996）ISBN 9789577860415
- 《國際政治體系之變遷：二元體系之崩解及未來新秩序》（1992）

## 外部鏈接
- 明居正透視中國的Facebook專頁
- https://www.facebook.com/ProfessorMing/ （页面存档备份，存于）
- 明居正 － 中國大陸、海峽兩岸及國際情勢分析的Facebook專頁
- YouTube上的明居正透視中國頻道